# Monako na Mistrzostwach Europy w Lekkoatletyce 2014
Monako na Mistrzostwach Europy w Lekkoatletyce 2014 – reprezentacja Monako podczas Mistrzostw Europy w Zurychu liczyła 1 zawodnika.

## Występy reprezentantów Monako

### Mężczyźni

#### Konkurencje biegowe
| Konkurencja        | Zawodnik       | Eliminacje | Eliminacje | Półfinał | Półfinał | Finał    | Finał |
| Konkurencja        | Zawodnik       | Rezultat   | Poz.       | Rezultat | Poz.     | Rezultat | Poz.  |
| ------------------ | -------------- | ---------- | ---------- | -------- | -------- | -------- | ----- |
| Bieg na 100 metrów | Thomas Bollati | 11,94 PB   | 36.        | NQ       | NQ       | NQ       | NQ    |